# Sven-Olov Sjödelius
Sven-Olov Sjödelius, né le 13 juin 1933 à Nyköping et mort le 29 mars 2018 à Nyköping, est un kayakiste suédois.

## Palmarès

### Jeux olympiques
- Rome 1960 :
  -  Médaille d'or en K-2 1 000 m avec Gert Fredriksson.
- Tokyo 1964 :
  -  Médaille d'or en K-2 1 000 m avec Gunnar Utterberg.

### Championnats du monde
- Copenhague 1950 :
  -  Médaille d'argent en K-4 1 000 m avec Hans Wetterström, Ebbe Frick et Gunnar Åkerlund.
- Copenhague 1958 :
  -  Médaille de bronze en K-1 4x500 m avec Carl von Gerber, Gert Fredriksson et Henri Lindelöf.
- Jajce 1963 :
  -  Médaille d'argent en K-1 10 000 m.